# Киузи дела Верна
Киу̀зи дела Вѐрна (на италиански: Chiusi della Verna) е малко градче и община в централна Италия, провинция Арецо, регион Тоскана. Разположено е на 954 m надморска височина. Населението на общината е 2083 души (към 2010 г.).